# Исламгиреев, Мамад
Мамад Исламгиреев — участник Первой мировой войны, всадник Чеченского конного полка «Дикой дивизии», полный Георгиевский кавалер.

## Биография

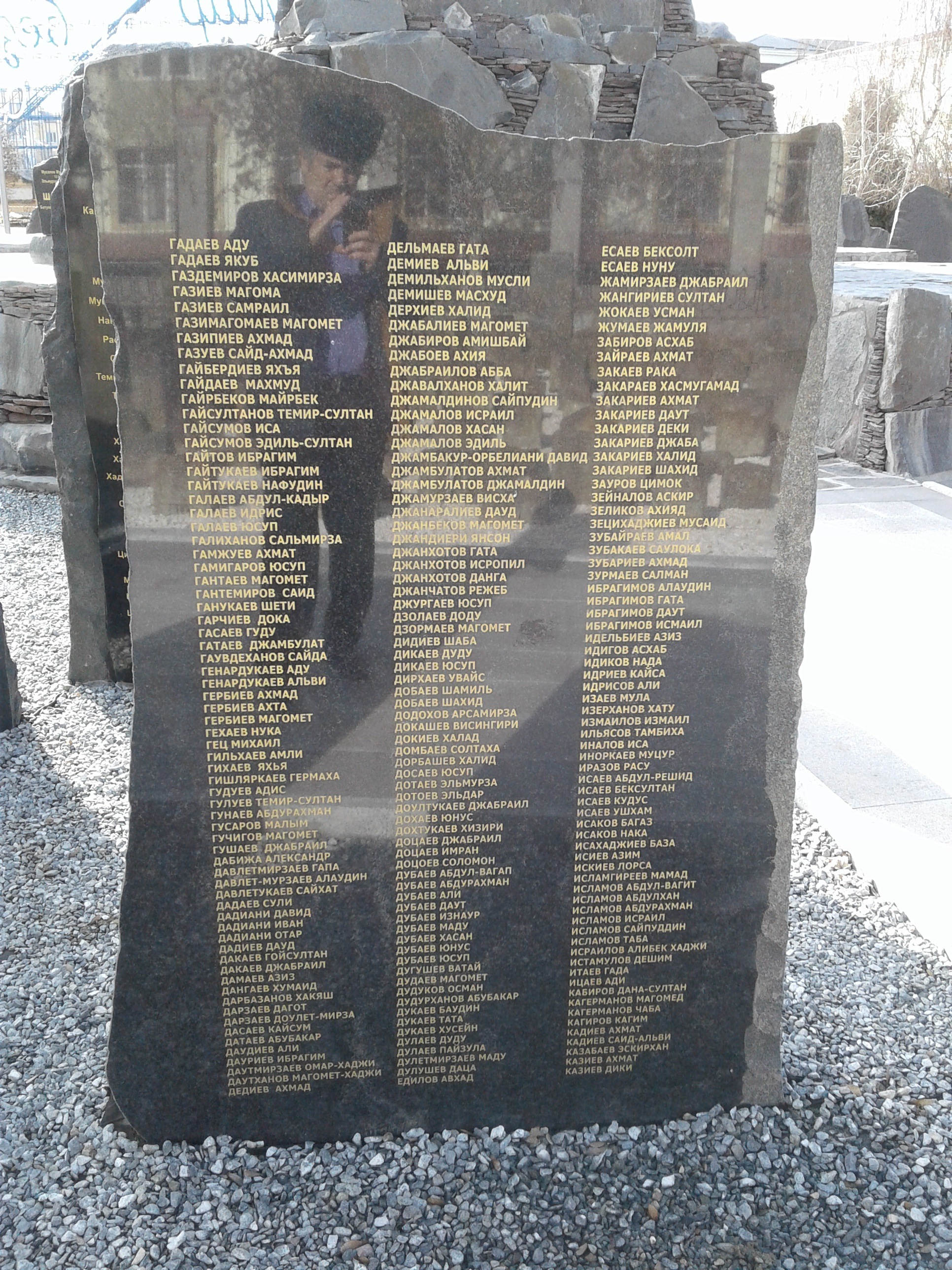
Один из камней Мемориала памяти погибших в борьбе с терроризмом, на котором высечено имя Мамада Исламгиреева.

В феврале 1915 года «Дикая дивизия» вела оборонительные бои к северо-западу от города Станиславова. В ходе боевых действий Исламгиреев вызвался добровольцем, чтобы совершить разведку в тылу врага. За образцовое выполнение задания он был награждён Георгиевским крестом IV степени.
5 августа 1915 года великий князь Георгий Михайлович наградил 18 особо отличившихся всадников Чеченского полка Георгиевскими крестами. Среди награждённых был и Мамад Исламгиреев, получивший Георгиевский крест II степени.
6 декабря 1916 года за отличие в боях к юго-западу от Ясс Исламгиреев был награждён Георгиевским крестом I степени.

## Память
На одном из камней Мемориала памяти погибших в борьбе с терроризмом в Грозном высечено имя Мамада Исламгиреева.